# Pseudolasius waigeuensis
Pseudolasius waigeuensis é uma espécie de formiga do gênero Pseudolasius, pertencente à subfamília Formicinae.